# Trofeo Franco Balestra
Il Trofeo Franco Balestra è stata una corsa in linea maschile di ciclismo su strada che si svolgeva annualmente nella provincia di Brescia, in Italia. Tradizionale appuntamento internazionale riservato ai dilettanti (Elite e under 23), dal 2005 al 2012 ha fatto parte del calendario dell'UCI Europe Tour come prova di classe 1.2.
La prima edizione si tenne nel 1977: negli anni alla corsa sono stati associati due diversi Memorial, Memorial Sabbadini dal 1977 al 2005 e Memorial Gianpietro Metelli a partire dal 2006. Partenza ed arrivo sono posti a San Pancrazio, frazione di Palazzolo sull'Oglio.

## Albo d'oro
Aggiornato all'edizione 2015.
| Anno | Vincitore              | Secondo              | Terzo              |
| ---- | ---------------------- | -------------------- | ------------------ |
| 1977 | Vinicio Coppi          |                      |                    |
| 1978 | Davide Meggiolaro      |                      |                    |
| 1979 | Enrico Pezzetti        |                      |                    |
| 1980 | Davide Giovanardi      |                      |                    |
| 1981 | Sergio Dottesio        |                      |                    |
| 1982 | Mauro Andreoli         |                      |                    |
| 1983 | Enrico Zaina           |                      |                    |
| 1984 | Giuseppe Danieli       |                      |                    |
| 1985 | Giuseppe Gamba         |                      |                    |
| 1986 | Elio Gusmini           |                      |                    |
| 1987 | Stefano Cecini         |                      |                    |
| 1988 | Orlando Pasinelli      |                      |                    |
| 1989 | Mauro Valotti          |                      |                    |
| 1990 | Marco Botta            |                      |                    |
| 1991 | Diego Ferrari          |                      |                    |
| 1992 | Lorenzo Di Silvestro   |                      |                    |
| 1993 | Maurizio Tomi          | Alberto Destro       | Alessio Girelli    |
| 1994 | Aleksandr Ivankin      | Alessandro Calzolari | Ruggero Borghi     |
| 1995 | Federico Profeti       | Fulvio Frigo         | Paolo Valoti       |
| 1996 | Elio Aggiano           | Alessandro Dancelli  | Roberto Giucolsi   |
| 1997 | Moreno Di Biase        | Matteo Frutti        | Claudio Ainardi    |
| 1998 | Miguel Ángel Meza      | Alessio Girelli      | Nicola Chesini     |
| 1999 | Marco Zanotti          | Nicola Chesini       | Roberto Savoldi    |
| 2000 | Matteo Tinelli         | Davide Griso         | Simone Cadamuro    |
| 2001 | Alberto Loddo          | Sebastiano Scotti    | Luigi Giambelli    |
| 2002 | Antonio Bucciero       | Paride Grillo        | Mirco Lorenzetto   |
| 2003 | Alex Gualandi          | Marco Bertoletti     | Alessandro Vanotti |
| 2004 | Paride Grillo          | Gianluca Geremia     | Giacomo Vinoni     |
| 2005 | Branislaŭ Samojlaŭ     | Jamie Burrow         | Domenico Passuello |
| 2006 | Aurélien Passeron      | Antonio Bucciero     | Alessandro Proni   |
| 2007 | Simone Ponzi           | Francesco Ginanni    | Cristopher Bosio   |
| 2008 | Wojciech Dybel         | Emanuele Vona        | Alessandro Raisoni |
| 2009 | Davide Cimolai         | Enrico Peruffo       | Sacha Modolo       |
| 2010 | Aleksandr Mironov      | Matteo Collodel      | Nicola Boem        |
| 2011 | Alessandro Mazzi       | Nicola Boem          | Sonny Colbrelli    |
| 2012 | Patrick Facchini       | Mattia Cattaneo      | Diego Rosa         |
| 2013 | Andrea Zordan          | Michele Simoni       | Alberto Bettiol    |
| 2014 | Christian Delle Stelle | Matteo Collodel      | Marco Chianese     |
| 2015 | Alfio Locatelli        | Gianni Moscon        | Giulio Ciccone     |